# Houttuin (Suriname)
Houttuin is een hoofdplaats en een van de zeven ressorten waaruit het Surinaamse district Wanica bestaat. Het is genoemd naar een voormalige suikerplantage aan de Parakreek.
In het oosten grenst het ressort Houttuin aan Domburg, ten zuiden van Houttuin ligt het district Para. In het zuidwesten grenst het aan het ressort Lelydorp, in het noordwesten grenst Houttuin aan De Nieuwe Grond en in het noorden aan het district Commewijne en Paramaribo.
In 2004 had Houttuin volgens cijfers van het Centraal Bureau voor Burgerzaken (CBB) 10.481 inwoners.

## Plantage
In 1737 was suikerplantage Houttuin 2.297 Surinaamse akkers groot, ongeveer 986 hectare. Eigenaar was W. Houtcooper; daarvan is waarschijnlijk de naam van de suikerplantage afgeleid. Ze lag aan de Parakreek links in het afvaren; grenzend stroomopwaarts aan suikerplantage Vredenburg, stroomafwaarts aan de Surinamerivier. Bij de afschaffing van de slavernij in Suriname in 1863 werden op plantage Houttuin 263 slaven vrijgemaakt, waarbij 105 nieuwe familienamen werden geboekstaafd. Eigenares was op dat moment Geertruida Elisabeth Kuvel, echtgenote van Gijsbert Christiaan Bosch Reitz (koopman te Amsterdam) en eerder weduwe van Frederik Stöckel. Zij was tevens eigenares van plantage Geertruidenberg.